# Hmong-Mientalen
Hmong-Mien (of Miao-Yao) is een kleine groep van ongeveer 15 talen die gesproken worden in Zuid-China en aangrenzende delen van Zuidoost-Azië (vooral Laos, Thailand en Vietnam). De naam is afkomstig van de twee grootste talen in de groep. Miao (ook Hmong genoemd) wordt, in verschillende variëteiten, gesproken door zo'n 4,5 miljoen mensen in China, Thailand en Vietnam (zie ook Hmong). Yao (of Mien) heeft ongeveer een miljoen sprekers in China, Laos en Thailand.
De subclassificatie van de talen in talen en dialecten is controversieel, net als de status van de groep als een aparte taalfamilie. Verwantschap met de Tai-talen, Mon-Khmertalen en de Sino-Tibetaanse talen zijn voorgesteld.
Er zijn verschillende schriftsystemen die gebruikt worden door Miao-Yaosprekers. Zo wordt het Pollard Miao-schrift vooral gebruikt door sprekers van een dialect van Miao gesproken in Yunnan, China. Het Pahawh Hmong-schrift wordt gebruikt door sprekers van Hmong in Vietnam, Laos en Thailand. Daarnaast wordt ook het Latijns schrift gebruikt.